# Santa Rosa Airport (flygplats i Brasilien)
Santa Rosa Airport är en flygplats i Brasilien.   Den ligger i kommunen Santa Rosa och delstaten Rio Grande do Sul, i den södra delen av landet, 1 500 km sydväst om huvudstaden Brasília. Santa Rosa Airport ligger 309 meter över havet.
Terrängen runt Santa Rosa Airport är platt. Närmaste större samhälle är Santa Rosa, 5,5 km nordost om Santa Rosa Airport.
Omgivningarna runt Santa Rosa Airport är en mosaik av jordbruksmark och naturlig växtlighet. Runt Santa Rosa Airport är det ganska tätbefolkat, med 116 invånare per kvadratkilometer.